# Iakob Tsurtaveli
Iakob Tsurtaveli (géorgien : იაკობ ცურტაველი, Iakob Tsurtaveli) aussi connu sous le nom de prêtre Jacques de Tsurtavi (იაკობ ხუცესი, Iakob Khutsesi) est un religieux et écrivain géorgien du Ve siècle. Il tire son nom de la ville de Tsurtavi dans la province de Gougark du royaume d'Ibérie, dont il devient l'évêque.
Tsurtaveli est le confesseur de Chouchanik et témoin du martyr qu'elle endure de son époux Varsken, gouverneur zoroastrien de la province. Iakob raconte la vie de Chouchanik dans une Passion écrite entre 476 et 483 qui est la plus ancienne œuvre de la littérature géorgienne.